# Rafael María Liern
Rafael María Liern y Cerach (Valencia, 11 de abril de 1832-Madrid, 13 de noviembre de 1897) fue un escritor español que destacó por su obra teatral, y más concretamente por la producción de sainetes.

## Vida y obra
Nació en el seno de una familia acomodada. Estudió Filosofía y Letras y Derecho en la Universidad de Valencia y en la Universidad Central. Después de trabajar como funcionario y en una compañía de ferrocarril, decidió dedicarse por completo a la literatura. Mostró una gran capacidad de trabajo, llegando a escribir más de trescientas obras de teatro, dedicándose también al periodismo y la poesía satírica. Fue director del semanario El Saltarín, editado de forma intermitente en Valencia, entre 1861 y 1882. En el teatro debutó en 1858 con la obra De femater a lacayo, estrenada en el Teatro Principal de Valencia. 
En 1868 se trasladó a Madrid, donde trabajó como actor, fue director del Teatro Real y director artístico del Teatro de la Zarzuela, del Teatro Apolo y del Teatro Novedades.
Cultivó el teatro en castellano y en catalán, utilizando la primera para las obras más ambiciosas y de más envergadura. Sus obras en catalán son todas en un acto. Su primera obra en castellano fue Una conversión en diez minutos. Posteriormente triunfaría con otras obras tanto en Valencia como Madrid. También dejó algunos libretos de zarzuela.
Se le ha considerado la primera figura de cierta importancia en la producción teatral valenciana en catalán, a pesar de que nunca se alineó con las corrientes literarias de la época; ni con los autores de la Renaixença conservadores, encabezados por Teodoro Llorente, ni con los progresistas encabezados por Constantí Llombart.

## Obra
Lista no exhaustiva
| - El príncipe Lila amb, con la que debuta en 1872 la cantante Manuela Moral. - Adam i Eva en Burjassot - L'Agüelo Patillagroga - Aiguar-se la festa - L'alcalde Gàbia - Una alumna de Baco - Amors entre flors i freses - Arròs amb gegants i nanos - Un Berenaret en el Grau - Els bous del senyor Raimundo - Una broma de sabó - ¡Carracuca! - Catxupín en Catarroja - La comedianta Rufina - Conversió dels jodios - La cotorra d'Alaquàs - De femater a lacai - Un doctor de secà - Dos Adams contra una serp - Dues pitxones del Túria - El que fuig de Déu... - Les eleccions d'un poblet | - En les festes d'un carrer - Les figures de cera - La flor del camí del Grau - El Messies de Patraix - La Mona de Pasqua - Nuvoladeta d'estiu - L'ocasió la pinten calba - Una paella - Parents de Jaume el cabut - El Pollastre don Tadeo - Un rato en l'hort del Santíssim - Una Rosa i dos abelles - La salsa d'Aniceta - Secret de la Sària - Sessió d'Honor - Tamberlik en Russafa - Telémaco en l'Albufera - La toma de Tetuan - El tulipán de los mares (1871) - Volantins en Xirivella - Xavaloies |